# Эффект привязки
Эффект якоря, или эвристика привязки и корректировки, эффект привязки (от англ. anchoring and adjustment heuristic), — особенность оценки неизвестных числовых значений человеком, из-за которой эта оценка смещается в сторону ранее воспринятых чисел, даже если эти числа не имеют никакого отношения к оцениваемому значению.
Является частным случаем явления фиксирования установки (эффект предшествования, прайминг). 
Данный эффект не исчезает, даже если:
- в качестве якорей используются несоразмерно большие или маленькие числа;
- испытуемые знают об эффекте якоря.

По своим характеристикам объект памяти, реализующий эффект привязки, является автоматически исполняемым объектом (процедурой) процедурной памяти, вызываемым процессом оценки количественного значения.

## Экспериментальные исследования
Хорошей иллюстрацией служит эксперимент, описанный Тверски и Канеманом:

Испытуемые в двух группах должны были оценить долю африканских стран в ООН. В первой группе задавался вопрос «Доля африканских стран в ООН больше или меньше 65 %?», во второй — аналогичный вопрос, но с 10 % в качестве «якоря». Числа 65 и 10 были получены в присутствии испытуемых при помощи рулетки с градациями от 0 до 100. В результате оценки в первой группе были значительно выше, чем во второй (медианы 45 и 25 соответственно). Таким образом люди в обеих группах решали «задачу сравнения с навязанным числом» (в данном случае — 65 % и 10 %).
В другом эксперименте с двумя группами студентов необходимо было за пять секунд оценить произведение:
```
8 × 7 × 6 × 5 × 4 × 3 × 2 × 1
```

и
```
1 × 2 × 3 × 4 × 5 × 6 × 7 × 8
```

При правильном ответе 40320 медиана результатов в первой группе была 2250, а во второй — 512, что говорит о том, что коррекции оценки, полученной произведением первых чисел, оказалось явно недостаточно.
Другой эксперимент:
Студентов попросили вспомнить три последние цифры номера своего телефона и после этого спросили, когда готы захватили Рим (правильный ответ — 410 год н. э.). При этом студенты с бо́льшими последними цифрами стабильно называли более позднюю дату, чем студенты с меньшими:23-24.
В исследованиях было выявлено, что эффект якоря влияет на решения даже опытных профессиональных работников судебной системы в ситуациях, когда требования о суровости наказания исходили из нерелевантных источников, были случайны и даже тогда, когда сами участники эксперимента бросали игральную кость.
Несмотря на то, что эффект достаточно крепок и устойчив, на его силу могут влиять достаточно тонкие и кажущиеся несвязанными факторы, что означает возможность воздействия в ту или иную сторону. Так, при наличии процедурного прайминга, при котором перед выполнением собственно (завуалированного) тестирования эффекта якоря одной группе участников было предложено найти сходство в картинках, а другой группе — различия. Участники были проинструктированы таким образом, что два пакета заданий относятся к совершенно разным исследованиям (они были даже напечатаны с использованием различных шрифтов), но было рекомендовано выполнять их в определенном порядке. Было выявлено, что эффект проявился значительно сильнее в группе, искавшей сходства, чем в группе, искавшей различия.

## Использование эффекта якоря
Эффект якоря известен управляющим многих магазинов, которые увеличивают продажи за счёт
- указания цены нескольких штук изделия (даже если нет объёмной скидки),
- указания ограничения (в одни руки только N штук),
- или даже просто упоминанием некоторого числа (купите 18 «сникерсов»).

Такой приём применяется в переговорах о цене выполнения трудно оцениваемых услуг, строительных и ремонтных работ и т.д. Первая названая цена является не только начальной позицией для переговоров, но и начинает играть роль привязки, поэтому лучше называть первым такую цену, смещённую в разумных пределах в свою пользу.
Благотворительные организации также используют этот эффект при рассылке писем с предложениями внести пожертвования. Средние пожертвования получателей писем с бо́льшей суммой, приведенной в качестве примера, будут выше (даже при одинаковых текстах писем):24.